# Elisabet Carlsson
Elisabet Carlsson (* Anne Elisabet Karlsson 9. Januar 1968 in Östra Göinge) ist eine schwedische Schauspielerin. Carlsson studierte am Teaterhögskolan i Stockholm. Sie ist verheiratet mit Stefan Roos, mit dem sie eine Tochter hat. Seit Beginn der 2000er Jahre war sie in rund 30 Film- und vor allem Fernsehproduktionen zu sehen. 2003 war Carlsson für den Guldbagge in der Kategorie Beste Hauptdarstellerin nominiert.

## Filmografie (Auswahl)
- 2001: Håkan Nesser – Die Frau mit dem Muttermal (Kvinna med födelsemärke, Fernsehfilm)
- 2002: Der Typ vom Grab nebenan (Grabben i graven bredvid)
- 2002: Dieselråttor och sjömansmöss (Fernsehserie)
- 2004: Allt och lite till (Fernsehserie)
- 2004: Fyra nyanser av brunt
- 2005: En decemberdröm (Fernsehserie)
- 2005: Håkan Nesser – Münsters Fall (Münsters fall)
- 2006: Kommissar Beck: Zerschlagene Träume (Beck – Skarpt läge, Filmreihe)
- 2006: Kommissar Beck: Das tote Mädchen (Beck – Flickan i jordkällaren)
- 2007: Kommissar Beck: Mord an Margareta Oberg (Beck – I Guds namn)
- 2007: Järnets änglar
- 2011: Tjuvarnas jul (Fernsehserie)
- 2011: The Stig-Helmer Story
- 2013: Mankells Wallander: Das Schmetterling-Tattoo (Saknaden)
- 2019: Gösta (Fernsehserie)